# William Mason
William Mason (1725 - 1797) foi um poeta inglês. Foi amigo e editor de Thomas Gray. Suas obras foram: Elfrida (1752), Caractacus (1759).

## Vida
Ele nasceu em Hull e foi educado na Hull Grammar School e no St John's College, em Cambridge. Ele foi ordenado em 1754 e ocupou vários cargos na igreja.

Em 1747, seu poema "Musaeus, uma monodia sobre a morte do Sr. Pope" foi publicado para aclamação e rapidamente teve várias edições. Resumindo este poema, uma trenódia, William Lyon Phelps escreve:
Musaeus era uma monodia sobre a morte do Pope e escrito em imitação do Lycidas de Milton. Diferentes poetas em Musaeus lamentam a morte de Pope; Chaucer fala uma imitação do inglês antigo, e Spenser fala duas estrofes após a métrica do Calendário do Pastor e três estrofes no estilo da Rainha das Fadas. Não há nada de notável nessas imitações....
Entre suas outras obras estão as tragédias históricas Elfrida (1752) e Caractacus (1759) (ambas usadas na tradução como libretos para óperas do século 18: Elfrida - Paisiello e LeMoyne , Caractacus - Sacchini (como Arvire et Évélina) e um longo poema sobre jardinagem, The English Garden (três volumes, 1772-82). Seus projetos de jardim incluíam um para o Visconde Harcourt.
Ele entrou na Igreja em 1754 e em 1762 tornou-se o precentor e cônego da Igreja de York.
Ele era amigo, executor e biógrafo de Thomas Gray , que foi uma grande influência em seu próprio trabalho. Em 1775, The Poems of Mr. Grey. Ao qual são prefixados Memórias de sua vida e escritos de W[illiam]. Pedreiro. York, foi publicado. Ele também era amigo de Horace Walpole e Joshua Reynolds.
A obra de arte de Mason foi considerada digna de ser exibida na Royal Academy entre 1782 e 1786. Em 1785, ele foi escolhido por William Pitt, o Jovem, para suceder William Whitehead como Poeta Laureado, mas recusou a homenagem.
Duas de suas obras de cenas no hipódromo de York, "A Country Racecourse com cavalos se preparando para começar" e "A Country Racecourse com cavalos correndo". foram reproduzidas como ilustrações mezzotint em 1786 por Francis Jukes em colaboração com Robert Pollard.
Em 1797, Mason machucou a canela em uma sexta-feira ao sair de sua carruagem. Ele foi capaz de oficiar em sua igreja em Aston no domingo seguinte. Ele morreu em decorrência da lesão na quarta-feira seguinte, 7 de abril.
Inscrições memoriais para Mason podem ser encontradas na igreja em Aston perto de Rotherham onde ele era reitor e em Poet's Corner na Abadia de Westminster. Um cenotáfio também foi erguido pela condessa Harcourt nos jardins de Nuneham Courtenay.